# Данциг (бронепалубен крайцер, 1905)
Данциг (на немски: SMS Danzig) е бронепалубен крайцер на Императорските военноморски сили от типа „Бремен“, седми и последен кораб в проекта от седем крайцера. Построен е от имперската корабостроителница Kaiserliche Werft в град Данциг и носи името на същия град. Корпусът е заложен през 1904 г., спуснат е на вода през септември 1905 г. През декември 1907 г. влиза в състава на Флота на откритото море. Крайцерът е въоръжен с главна батарея от десет 105 мм оръдия и два 45-мм торпедни апарата. Може да развива скорост от 22,5 възела (41,7 км/ч).
„Данциг“ прекарва десет години служба в разузнавателните сили на Хохзеефлоте, носи интензивна служба по време на Първата световна война, участва в битката в Хелголандския залив, през август 1914 г., но не влиза в бой с британските кораби. Участва в боевете в Балтийско море с руските кораблями и през ноември 1915 г., получава сериозна повреда от руска морска мина. Участва в операцията „Албион“ – превземането на островите Даго и Езел на входа на Рижкия залив през септември 1917 г. Впоследствие е отстранен от служба и е предаден на британците в качеството на военен трофей през 1920 г. Разкомплектова е за метал през 1921 г.

## Конструкция
Строителството на „Данциг“ започва въз основа на договор „Ersatz Alexandrine“, корпусът е заложен в имперската корабостроителница в гр. Данциг през 1904, спуснат на вода на 23 септември 1905 г., след което започват работите по дострояването на кораба. На 1 декември 1907 г. корабът влиза в състава на Хохзеефлоте. Корабът има 111,1 м дължина, 13,3 м ширина, има газене от 5,28 м, водоизместимост от 3783 т при пълно бойно натоварване. Двигателната установка се състои от две парни машини Компаунд с тройно разширение, с индикаторна мощност от 10 хил. к.с. (7500 кВт), корабът развива скорост от 22 възела (41 км/ч). Парата за машините се образува в десет въглищни водотръбни парни котела „военноморски“ тип. Крайцерът може да носи 860 тона въглища, което осигурява далечина на плаване от 4690 морски мили (8690 км) на скорост от 12 възела (19 км/ч). Екипажът на крайцера се състои от 14 офицера и 274 – 287 матроса.
Въоръжението на крайцера се състои от десет оръдия 105 mm SK L/40 в единични установки. Две от тях са разположени едно до друго отпред на бака, шест са в средната част на съда, три са всяка страна и два са едно до друго на кърмата. Оръдията имат прицелна далечина на стрелбата от 12 200 m. Общият им боекомплект е 1500 изстрела (150 снаряда на ствол). Също корабът носи два 450-mm торпедни апарати с общ боезапас пет торпеда. Апаратите са поставени в корпуса на съда по бордовете под водата. Корабът може да носи 50 мини. Корабът е защитен от бронирана палуба с дебелина до 80 mm. Дебелината на стените на рубката е 100 mm, оръдията са защитени от тънки щитове с дебелина 50 mm.

## История на службата
След въвеждането си в строй „Данциг“ служи в разузнавателните сили на Хохзееефлоте. През 1910 г. крайцерът се използва като учебен кораб за подготовка на артилеристите на флота. През август 1914 г. крайцерът се връща на служба във флота, след началото на Първата световна война. Сутринта на 28 август 1914 г. „Данциг“ и неговия систършип „Мюнхен“ (SMS München) са швартовани в Брунсбютел. Те трябва да плават към Кил през канала на Кайзер Вилхелм. В същото утро британският флот атакува корабите от германската патрулна линия при Хелголандската банка. В последващото сражение „Мюнхен“ и „Данциг“ получават заповед да се насочат към устието на река Елба и очакват там последващи заповеди . Около 15.00 „Данциг“ достига до повредения крайцер „Ариадне“ (SMS Ariadne) и пуска своите лодки, за да спаси оцелелите. Командващият първа разузнавателна група, контраадмирал фон Хипер, заповядва на всички крайцери да се съединят с с приближаващите мястото на битката линейни крайцери „Фон дер Тан“ (SMS Von der Tann) и „Молтке“ (SMS Moltke), но командирът на „Данциг“ фрегаттенкапитан (капитан 2-ри ранг) Рейс отказва да изпълни заповедта, давайки отговор „Спасявам ххора от „Ариадне““.
На 7 май 1915 г. 4-та разведгрупа, към това време състояща се от „Данциг“, „Мюнхен“, „Щетин“ (SMS Stettin) и „Щутгарт“ (SMS Stuttgart) и двадесет е един торпедни катера са изпратени в Балтийско море, за да подкрепят мащабната операция против руската армия в Либава. Операцията оглавява контраадмирал Хопман, командващ разузнавателните сили в Балтика. 4-та разведгрупа получава задачата да прикрива главните сили от север, за да не могат руските кораби да излязат незабелязани от Финския залив, а в същото време няколко броненосни крайцера и други кораби обстрелват порта. Руското командване се намесва, изпращайки четири крайцера: „Адмирал Макаров“, „Баян“, „Олег“ и „Богатир“. Руските кораби влизат в кратък бой с „Мюнхен“, но и двете сили не знаят за силите на противника и за това се оттеглят от боя. Скоро след обстрела Либава е превзета от германската армия. „Щетин“ и оставащата част от 4-та разведгрупа са отозовани обратно в Хохзеефлоте. На 8 май „Данциг“ се присъединява към старите броненосци на 4-та бойна ескадра в разузнавателна мисия при остров Готланд. Операцията продължава до 10 май, но немците така и не срещат руски кораби. Вечерта на 25 ноември „Данциг“ се натъква на минно поле, поставено от руския флот, и получава сериозни повреди от взрива на една от мините. Все пак крайцерът е отбуксиран обратно в порта и е ремонтиран.
В началото на септември 1917 г., след превземането от немците на руския порт Рига, германското военноморско командване решава да унищожи руските сили, които все още държат Рижкия залив. Адмиралщаба (германското висше командване) планира операция по превземането на балтийския остров Езел и особено на батареите на полуостров Сворбе. На 18 септември е издадена заповедта за провеждането на операцията на обединените сили. Армията трябва да вземе островите Езел и Моон, поддръжка ѝ оказва флота: флагман „Молтке“ и 3 и 4 ескадри на Хохзеефлоте. Силите на нахлуването се състоят от почти 24 600 души. „Данциг“ към това време е преведен във втора разведгрупа, която получава заповед да прикрива атакуващите сили. Командир на кораба за времето на операцията е принц Адалберт, син на кайзера Вилхелм II. В хода на операцията „Данциг“ участва само в едно по-значително събитие – на 19 септември крайцерът заедно с „Кьонигсберг“ (SMS Königsberg) и „Нюрнберг“ (SMS Nürnberg) са изпратени да прехванат два руски торпедни катера, за появата на които е доложено. Немците не успяват да намерят катерите и прекратяват издирването им.
„Данциг“ е отстранен от активна служба в края на 1917 г. Крайцерът преживява войната и на 5 ноември 1919 г. е изключен от военноморския регистър. На 15 септември 1920 г. крайцерът е предаден на Великобритания в качеството на военен трофей „R“, в периода 1921 – 22 г. е разкомплектован за метал в гр. Уитби.

## Коментари
1. ↑  Префиксът „SMS“ е от на немски: Seiner Majestat Schiff (Кораб на Негово Величество).
2. ↑  Германските кораби при началото на тяхното строителство получават временни имена. За новите кораби се избират букви. Тези кораби, които трябва да заменят стари или загубени кораби получават приставката „Ерзац“ пред името на заменяемия кораб.
3. ↑  Съгласно номенклатурата на артилерията на флота на Германската империя „SK“ (Schnelladekanone) означава „скорострелно оръдие“, а L/40 означава сравнителната дължина на оръдието в калибри. В дадения случай L/40 означава, че дължината на оръдието съставлява 40 негови калибра (105 × 40).